# Jan Tillema
Jan Albert Cornelis Tillema (Rotterdam, 22 juli 1904 - Leiden, 1 juli 1999) was directeur van Gemeentewerken Rotterdam tussen 1946 en 1969, in de periode van de wederopbouw van Rotterdam en de grootste groei van de Rotterdamse haven. De Tillemakade in de Rotterdamse Rijnhaven is naar hem vernoemd.

## Biografie
Jan Tillema studeerde Bouwkunde aan de Technische Hogeschool Delft. Van 1931 tot 1938 was hij hoofd Bouw- en Woningtoezicht in Leeuwarden. In 1938 kwam hij in dienst van de Gemeente Rotterdam.
Tillema werd in 1946 benoemd tot directeur van Gemeentewerken Rotterdam. Naast de aandacht voor de haven (herstel van de Duitse vernielingen van 1944, ontwikkeling van de Botlek en de Europoort) was Tillema ook nauw betrokken bij de ontwikkeling van de luchthaven Zestienhoven en de Rotterdamse metro. In 1953 kreeg hij vanwege zijn verdiensten voor de gemeente de eretitel 'hoofddirecteur' van Gemeentewerken. Jan Tillema ging in 1969 met pensioen.
Na zijn pensionering publiceerde hij twee boeken:
- Schetsen uit de Geschiedenis van Monumentenzorg in Nederland (1975, ter gelegenheid van het honderdjarig bestaan van Monumentenzorg)
- Victor de Stuers - Ideeën van een Individualist (1982)

Sinds het jaar 2000 heeft de oostelijke kade van de Rijnhaven de naam 'Tillemakade'.